# Liste der Mitglieder der National Academy of Sciences/1877
Im Jahr 1877 wählte die National Academy of Sciences der Vereinigten Staaten 5 Personen zu ihren Mitgliedern.

## Neugewählte Mitglieder
- Elliott Coues (1842–1899)
- Henry Draper (1837–1882)
- John Draper (1811–1882)
- Charles Peirce (1839–1914)
- Samuel Scudder (1837–1911)